# UFC Fight Night: Nzechukwu vs. Cuțelaba
UFC Fight Night: Nzechukwu vs. Cuțelaba（ユーエフシー・ファイトナイト：エンジーチュクー・バーサス・クテラバ、別名UFC Fight Night 215、UFC on ESPN+ 73）は、アメリカ合衆国の総合格闘技団体「UFC」の大会の一つ。2022年11月19日、ネバダ州ラスベガスのUFC APEXで開催された。

## 大会概要
本大会はケネディ・エンジーチュクーとイオン・クテラバのライトヘビー級戦が組まれた。
当初、本大会のメインイベントはデリック・ルイスとセルゲイ・スピバックのヘビー級戦が予定されていたが、大会当日にルイスが体調不良で入院を余儀なくされたため、エンジーチュクーとクテラバの試合がメインイベントにスライドされる形となった。

## 試合結果

### プレリミナリーカード
第1試合 女子フライ級 5分3R
○  ナタリア・シウバ vs.  テレザ・ブレダ ×
3R 1:27 TKO（右スピニングバックキック→パウンド）
第2試合 バンタム級 5分3R
○  ブレイディ・ヒースタンド vs.  ファーニー・ガルシア ×
3R終了 判定3-0（29-28、29-28、29-28）
第3試合 女子ストロー級 5分3R
○  バネッサ・デモポロス vs.  マリア・オリベイラ ×
3R終了 判定3-0（29-28、29-28、29-28）
第4試合 バンタム級 5分3R
○  リッキー・トゥルシオス vs.  ケビン・ネイティヴィダド ×
3R終了 判定2-1（29-28、28-29、29-28）
第5試合 バンタム級 5分3R
○  マイルズ・ジョーンズ vs.  ヴィンス・モラレス ×
3R終了 判定3-0（30-27、29-28、29-28）
第6試合 女子フライ級 5分3R
○  ジェニファー・マイア vs.  マリーナ・モロズ ×
3R終了 判定3-0（30-27、29-28、29-28）

### メインカード
第7試合 フライ級 5分3R
○  チャールズ・ジョンソン vs.  ジャルガス・ジュマグロフ ×
3R終了 判定2-1（29-28、28-29、29-28）
第8試合 ウェルター級 5分3R
○  ジャック・デラ・マダレナ vs.  ダニー・ロバーツ ×
1R 3:24 TKO（スタンドパンチ連打）
第9試合 ウェルター級 5分3R
○  ムスリム・サリコフ vs.  アンドレ・フィアリョ ×
3R 1:03 TKO（右スピニングバックキック&スタンドパンチ連打）
第10試合 ヘビー級 5分3R
○  ワルド・コルテス＝アコスタ vs.  チェイス・シャーマン ×
3R終了 判定3-0（30-27、29-28、29-28）
第11試合 ライトヘビー級 5分3R
○  ケネディ・エンジーチュクー vs.  イオン・クテラバ ×
2R 1:02 TKO（左膝蹴り&スタンドパンチ連打→パウンド）

### 各賞
ファイト・オブ・ザ・ナイト：該当無し
パフォーマンス・オブ・ザ・ナイト：ケネディ・エンジーチュクー、ムスリム・サリコフ、ジャック・デラ・マダレナ、ナタリア・シウバ
各選手にはボーナスとして5万ドルが授与された。

### カード変更
負傷などによるカードの変更は以下の通り。